# Марі тема
Те́ма Марі — тема в шаховій композиції. Суть теми — у білих є два продовження атаки, але до успіху веде лише хід, який не перекриває щойно відкриту чорними лінію білої фігури.

## Історія
Цю ідею запропонував італійський шаховий композитор Альберто Марі (14.06.1892 — 26.08.1953).
Для вираження теми потрібен механізм, в якому чорні будуть відкривати лінії білих фігур, а в білих для атаки є два видимих ходи, але до успіху веде лише той, що не перекриває щойно відкриту чорними білу лінійну фігуру.
Ідея дістала назву — тема Марі.
|   | a | b | c | d | e | f | g | h |   |
| 8 | e8 біла тура · f8 білий король · c7 чорна тура · e7 чорний кінь · g7 чорний пішак · g6 чорний пішак · d5 чорний пішак · g5 білий ферзь · b4 білий слон · d4 чорний король · f4 білий кінь · g4 чорний пішак · h4 чорний пішак · a3 білий кінь · e3 чорний кінь · h3 чорний ферзь · b2 білий пішак · c2 білий пішак · e1 біла тура · f1 чорна тура | e8 біла тура · f8 білий король · c7 чорна тура · e7 чорний кінь · g7 чорний пішак · g6 чорний пішак · d5 чорний пішак · g5 білий ферзь · b4 білий слон · d4 чорний король · f4 білий кінь · g4 чорний пішак · h4 чорний пішак · a3 білий кінь · e3 чорний кінь · h3 чорний ферзь · b2 білий пішак · c2 білий пішак · e1 біла тура · f1 чорна тура | e8 біла тура · f8 білий король · c7 чорна тура · e7 чорний кінь · g7 чорний пішак · g6 чорний пішак · d5 чорний пішак · g5 білий ферзь · b4 білий слон · d4 чорний король · f4 білий кінь · g4 чорний пішак · h4 чорний пішак · a3 білий кінь · e3 чорний кінь · h3 чорний ферзь · b2 білий пішак · c2 білий пішак · e1 біла тура · f1 чорна тура | e8 біла тура · f8 білий король · c7 чорна тура · e7 чорний кінь · g7 чорний пішак · g6 чорний пішак · d5 чорний пішак · g5 білий ферзь · b4 білий слон · d4 чорний король · f4 білий кінь · g4 чорний пішак · h4 чорний пішак · a3 білий кінь · e3 чорний кінь · h3 чорний ферзь · b2 білий пішак · c2 білий пішак · e1 біла тура · f1 чорна тура | e8 біла тура · f8 білий король · c7 чорна тура · e7 чорний кінь · g7 чорний пішак · g6 чорний пішак · d5 чорний пішак · g5 білий ферзь · b4 білий слон · d4 чорний король · f4 білий кінь · g4 чорний пішак · h4 чорний пішак · a3 білий кінь · e3 чорний кінь · h3 чорний ферзь · b2 білий пішак · c2 білий пішак · e1 біла тура · f1 чорна тура | e8 біла тура · f8 білий король · c7 чорна тура · e7 чорний кінь · g7 чорний пішак · g6 чорний пішак · d5 чорний пішак · g5 білий ферзь · b4 білий слон · d4 чорний король · f4 білий кінь · g4 чорний пішак · h4 чорний пішак · a3 білий кінь · e3 чорний кінь · h3 чорний ферзь · b2 білий пішак · c2 білий пішак · e1 біла тура · f1 чорна тура | e8 біла тура · f8 білий король · c7 чорна тура · e7 чорний кінь · g7 чорний пішак · g6 чорний пішак · d5 чорний пішак · g5 білий ферзь · b4 білий слон · d4 чорний король · f4 білий кінь · g4 чорний пішак · h4 чорний пішак · a3 білий кінь · e3 чорний кінь · h3 чорний ферзь · b2 білий пішак · c2 білий пішак · e1 біла тура · f1 чорна тура | e8 біла тура · f8 білий король · c7 чорна тура · e7 чорний кінь · g7 чорний пішак · g6 чорний пішак · d5 чорний пішак · g5 білий ферзь · b4 білий слон · d4 чорний король · f4 білий кінь · g4 чорний пішак · h4 чорний пішак · a3 білий кінь · e3 чорний кінь · h3 чорний ферзь · b2 білий пішак · c2 білий пішак · e1 біла тура · f1 чорна тура | 8 |
| 7 | e8 біла тура · f8 білий король · c7 чорна тура · e7 чорний кінь · g7 чорний пішак · g6 чорний пішак · d5 чорний пішак · g5 білий ферзь · b4 білий слон · d4 чорний король · f4 білий кінь · g4 чорний пішак · h4 чорний пішак · a3 білий кінь · e3 чорний кінь · h3 чорний ферзь · b2 білий пішак · c2 білий пішак · e1 біла тура · f1 чорна тура | e8 біла тура · f8 білий король · c7 чорна тура · e7 чорний кінь · g7 чорний пішак · g6 чорний пішак · d5 чорний пішак · g5 білий ферзь · b4 білий слон · d4 чорний король · f4 білий кінь · g4 чорний пішак · h4 чорний пішак · a3 білий кінь · e3 чорний кінь · h3 чорний ферзь · b2 білий пішак · c2 білий пішак · e1 біла тура · f1 чорна тура | e8 біла тура · f8 білий король · c7 чорна тура · e7 чорний кінь · g7 чорний пішак · g6 чорний пішак · d5 чорний пішак · g5 білий ферзь · b4 білий слон · d4 чорний король · f4 білий кінь · g4 чорний пішак · h4 чорний пішак · a3 білий кінь · e3 чорний кінь · h3 чорний ферзь · b2 білий пішак · c2 білий пішак · e1 біла тура · f1 чорна тура | e8 біла тура · f8 білий король · c7 чорна тура · e7 чорний кінь · g7 чорний пішак · g6 чорний пішак · d5 чорний пішак · g5 білий ферзь · b4 білий слон · d4 чорний король · f4 білий кінь · g4 чорний пішак · h4 чорний пішак · a3 білий кінь · e3 чорний кінь · h3 чорний ферзь · b2 білий пішак · c2 білий пішак · e1 біла тура · f1 чорна тура | e8 біла тура · f8 білий король · c7 чорна тура · e7 чорний кінь · g7 чорний пішак · g6 чорний пішак · d5 чорний пішак · g5 білий ферзь · b4 білий слон · d4 чорний король · f4 білий кінь · g4 чорний пішак · h4 чорний пішак · a3 білий кінь · e3 чорний кінь · h3 чорний ферзь · b2 білий пішак · c2 білий пішак · e1 біла тура · f1 чорна тура | e8 біла тура · f8 білий король · c7 чорна тура · e7 чорний кінь · g7 чорний пішак · g6 чорний пішак · d5 чорний пішак · g5 білий ферзь · b4 білий слон · d4 чорний король · f4 білий кінь · g4 чорний пішак · h4 чорний пішак · a3 білий кінь · e3 чорний кінь · h3 чорний ферзь · b2 білий пішак · c2 білий пішак · e1 біла тура · f1 чорна тура | e8 біла тура · f8 білий король · c7 чорна тура · e7 чорний кінь · g7 чорний пішак · g6 чорний пішак · d5 чорний пішак · g5 білий ферзь · b4 білий слон · d4 чорний король · f4 білий кінь · g4 чорний пішак · h4 чорний пішак · a3 білий кінь · e3 чорний кінь · h3 чорний ферзь · b2 білий пішак · c2 білий пішак · e1 біла тура · f1 чорна тура | e8 біла тура · f8 білий король · c7 чорна тура · e7 чорний кінь · g7 чорний пішак · g6 чорний пішак · d5 чорний пішак · g5 білий ферзь · b4 білий слон · d4 чорний король · f4 білий кінь · g4 чорний пішак · h4 чорний пішак · a3 білий кінь · e3 чорний кінь · h3 чорний ферзь · b2 білий пішак · c2 білий пішак · e1 біла тура · f1 чорна тура | 7 |
| 6 | e8 біла тура · f8 білий король · c7 чорна тура · e7 чорний кінь · g7 чорний пішак · g6 чорний пішак · d5 чорний пішак · g5 білий ферзь · b4 білий слон · d4 чорний король · f4 білий кінь · g4 чорний пішак · h4 чорний пішак · a3 білий кінь · e3 чорний кінь · h3 чорний ферзь · b2 білий пішак · c2 білий пішак · e1 біла тура · f1 чорна тура | e8 біла тура · f8 білий король · c7 чорна тура · e7 чорний кінь · g7 чорний пішак · g6 чорний пішак · d5 чорний пішак · g5 білий ферзь · b4 білий слон · d4 чорний король · f4 білий кінь · g4 чорний пішак · h4 чорний пішак · a3 білий кінь · e3 чорний кінь · h3 чорний ферзь · b2 білий пішак · c2 білий пішак · e1 біла тура · f1 чорна тура | e8 біла тура · f8 білий король · c7 чорна тура · e7 чорний кінь · g7 чорний пішак · g6 чорний пішак · d5 чорний пішак · g5 білий ферзь · b4 білий слон · d4 чорний король · f4 білий кінь · g4 чорний пішак · h4 чорний пішак · a3 білий кінь · e3 чорний кінь · h3 чорний ферзь · b2 білий пішак · c2 білий пішак · e1 біла тура · f1 чорна тура | e8 біла тура · f8 білий король · c7 чорна тура · e7 чорний кінь · g7 чорний пішак · g6 чорний пішак · d5 чорний пішак · g5 білий ферзь · b4 білий слон · d4 чорний король · f4 білий кінь · g4 чорний пішак · h4 чорний пішак · a3 білий кінь · e3 чорний кінь · h3 чорний ферзь · b2 білий пішак · c2 білий пішак · e1 біла тура · f1 чорна тура | e8 біла тура · f8 білий король · c7 чорна тура · e7 чорний кінь · g7 чорний пішак · g6 чорний пішак · d5 чорний пішак · g5 білий ферзь · b4 білий слон · d4 чорний король · f4 білий кінь · g4 чорний пішак · h4 чорний пішак · a3 білий кінь · e3 чорний кінь · h3 чорний ферзь · b2 білий пішак · c2 білий пішак · e1 біла тура · f1 чорна тура | e8 біла тура · f8 білий король · c7 чорна тура · e7 чорний кінь · g7 чорний пішак · g6 чорний пішак · d5 чорний пішак · g5 білий ферзь · b4 білий слон · d4 чорний король · f4 білий кінь · g4 чорний пішак · h4 чорний пішак · a3 білий кінь · e3 чорний кінь · h3 чорний ферзь · b2 білий пішак · c2 білий пішак · e1 біла тура · f1 чорна тура | e8 біла тура · f8 білий король · c7 чорна тура · e7 чорний кінь · g7 чорний пішак · g6 чорний пішак · d5 чорний пішак · g5 білий ферзь · b4 білий слон · d4 чорний король · f4 білий кінь · g4 чорний пішак · h4 чорний пішак · a3 білий кінь · e3 чорний кінь · h3 чорний ферзь · b2 білий пішак · c2 білий пішак · e1 біла тура · f1 чорна тура | e8 біла тура · f8 білий король · c7 чорна тура · e7 чорний кінь · g7 чорний пішак · g6 чорний пішак · d5 чорний пішак · g5 білий ферзь · b4 білий слон · d4 чорний король · f4 білий кінь · g4 чорний пішак · h4 чорний пішак · a3 білий кінь · e3 чорний кінь · h3 чорний ферзь · b2 білий пішак · c2 білий пішак · e1 біла тура · f1 чорна тура | 6 |
| 5 | e8 біла тура · f8 білий король · c7 чорна тура · e7 чорний кінь · g7 чорний пішак · g6 чорний пішак · d5 чорний пішак · g5 білий ферзь · b4 білий слон · d4 чорний король · f4 білий кінь · g4 чорний пішак · h4 чорний пішак · a3 білий кінь · e3 чорний кінь · h3 чорний ферзь · b2 білий пішак · c2 білий пішак · e1 біла тура · f1 чорна тура | e8 біла тура · f8 білий король · c7 чорна тура · e7 чорний кінь · g7 чорний пішак · g6 чорний пішак · d5 чорний пішак · g5 білий ферзь · b4 білий слон · d4 чорний король · f4 білий кінь · g4 чорний пішак · h4 чорний пішак · a3 білий кінь · e3 чорний кінь · h3 чорний ферзь · b2 білий пішак · c2 білий пішак · e1 біла тура · f1 чорна тура | e8 біла тура · f8 білий король · c7 чорна тура · e7 чорний кінь · g7 чорний пішак · g6 чорний пішак · d5 чорний пішак · g5 білий ферзь · b4 білий слон · d4 чорний король · f4 білий кінь · g4 чорний пішак · h4 чорний пішак · a3 білий кінь · e3 чорний кінь · h3 чорний ферзь · b2 білий пішак · c2 білий пішак · e1 біла тура · f1 чорна тура | e8 біла тура · f8 білий король · c7 чорна тура · e7 чорний кінь · g7 чорний пішак · g6 чорний пішак · d5 чорний пішак · g5 білий ферзь · b4 білий слон · d4 чорний король · f4 білий кінь · g4 чорний пішак · h4 чорний пішак · a3 білий кінь · e3 чорний кінь · h3 чорний ферзь · b2 білий пішак · c2 білий пішак · e1 біла тура · f1 чорна тура | e8 біла тура · f8 білий король · c7 чорна тура · e7 чорний кінь · g7 чорний пішак · g6 чорний пішак · d5 чорний пішак · g5 білий ферзь · b4 білий слон · d4 чорний король · f4 білий кінь · g4 чорний пішак · h4 чорний пішак · a3 білий кінь · e3 чорний кінь · h3 чорний ферзь · b2 білий пішак · c2 білий пішак · e1 біла тура · f1 чорна тура | e8 біла тура · f8 білий король · c7 чорна тура · e7 чорний кінь · g7 чорний пішак · g6 чорний пішак · d5 чорний пішак · g5 білий ферзь · b4 білий слон · d4 чорний король · f4 білий кінь · g4 чорний пішак · h4 чорний пішак · a3 білий кінь · e3 чорний кінь · h3 чорний ферзь · b2 білий пішак · c2 білий пішак · e1 біла тура · f1 чорна тура | e8 біла тура · f8 білий король · c7 чорна тура · e7 чорний кінь · g7 чорний пішак · g6 чорний пішак · d5 чорний пішак · g5 білий ферзь · b4 білий слон · d4 чорний король · f4 білий кінь · g4 чорний пішак · h4 чорний пішак · a3 білий кінь · e3 чорний кінь · h3 чорний ферзь · b2 білий пішак · c2 білий пішак · e1 біла тура · f1 чорна тура | e8 біла тура · f8 білий король · c7 чорна тура · e7 чорний кінь · g7 чорний пішак · g6 чорний пішак · d5 чорний пішак · g5 білий ферзь · b4 білий слон · d4 чорний король · f4 білий кінь · g4 чорний пішак · h4 чорний пішак · a3 білий кінь · e3 чорний кінь · h3 чорний ферзь · b2 білий пішак · c2 білий пішак · e1 біла тура · f1 чорна тура | 5 |
| 4 | e8 біла тура · f8 білий король · c7 чорна тура · e7 чорний кінь · g7 чорний пішак · g6 чорний пішак · d5 чорний пішак · g5 білий ферзь · b4 білий слон · d4 чорний король · f4 білий кінь · g4 чорний пішак · h4 чорний пішак · a3 білий кінь · e3 чорний кінь · h3 чорний ферзь · b2 білий пішак · c2 білий пішак · e1 біла тура · f1 чорна тура | e8 біла тура · f8 білий король · c7 чорна тура · e7 чорний кінь · g7 чорний пішак · g6 чорний пішак · d5 чорний пішак · g5 білий ферзь · b4 білий слон · d4 чорний король · f4 білий кінь · g4 чорний пішак · h4 чорний пішак · a3 білий кінь · e3 чорний кінь · h3 чорний ферзь · b2 білий пішак · c2 білий пішак · e1 біла тура · f1 чорна тура | e8 біла тура · f8 білий король · c7 чорна тура · e7 чорний кінь · g7 чорний пішак · g6 чорний пішак · d5 чорний пішак · g5 білий ферзь · b4 білий слон · d4 чорний король · f4 білий кінь · g4 чорний пішак · h4 чорний пішак · a3 білий кінь · e3 чорний кінь · h3 чорний ферзь · b2 білий пішак · c2 білий пішак · e1 біла тура · f1 чорна тура | e8 біла тура · f8 білий король · c7 чорна тура · e7 чорний кінь · g7 чорний пішак · g6 чорний пішак · d5 чорний пішак · g5 білий ферзь · b4 білий слон · d4 чорний король · f4 білий кінь · g4 чорний пішак · h4 чорний пішак · a3 білий кінь · e3 чорний кінь · h3 чорний ферзь · b2 білий пішак · c2 білий пішак · e1 біла тура · f1 чорна тура | e8 біла тура · f8 білий король · c7 чорна тура · e7 чорний кінь · g7 чорний пішак · g6 чорний пішак · d5 чорний пішак · g5 білий ферзь · b4 білий слон · d4 чорний король · f4 білий кінь · g4 чорний пішак · h4 чорний пішак · a3 білий кінь · e3 чорний кінь · h3 чорний ферзь · b2 білий пішак · c2 білий пішак · e1 біла тура · f1 чорна тура | e8 біла тура · f8 білий король · c7 чорна тура · e7 чорний кінь · g7 чорний пішак · g6 чорний пішак · d5 чорний пішак · g5 білий ферзь · b4 білий слон · d4 чорний король · f4 білий кінь · g4 чорний пішак · h4 чорний пішак · a3 білий кінь · e3 чорний кінь · h3 чорний ферзь · b2 білий пішак · c2 білий пішак · e1 біла тура · f1 чорна тура | e8 біла тура · f8 білий король · c7 чорна тура · e7 чорний кінь · g7 чорний пішак · g6 чорний пішак · d5 чорний пішак · g5 білий ферзь · b4 білий слон · d4 чорний король · f4 білий кінь · g4 чорний пішак · h4 чорний пішак · a3 білий кінь · e3 чорний кінь · h3 чорний ферзь · b2 білий пішак · c2 білий пішак · e1 біла тура · f1 чорна тура | e8 біла тура · f8 білий король · c7 чорна тура · e7 чорний кінь · g7 чорний пішак · g6 чорний пішак · d5 чорний пішак · g5 білий ферзь · b4 білий слон · d4 чорний король · f4 білий кінь · g4 чорний пішак · h4 чорний пішак · a3 білий кінь · e3 чорний кінь · h3 чорний ферзь · b2 білий пішак · c2 білий пішак · e1 біла тура · f1 чорна тура | 4 |
| 3 | e8 біла тура · f8 білий король · c7 чорна тура · e7 чорний кінь · g7 чорний пішак · g6 чорний пішак · d5 чорний пішак · g5 білий ферзь · b4 білий слон · d4 чорний король · f4 білий кінь · g4 чорний пішак · h4 чорний пішак · a3 білий кінь · e3 чорний кінь · h3 чорний ферзь · b2 білий пішак · c2 білий пішак · e1 біла тура · f1 чорна тура | e8 біла тура · f8 білий король · c7 чорна тура · e7 чорний кінь · g7 чорний пішак · g6 чорний пішак · d5 чорний пішак · g5 білий ферзь · b4 білий слон · d4 чорний король · f4 білий кінь · g4 чорний пішак · h4 чорний пішак · a3 білий кінь · e3 чорний кінь · h3 чорний ферзь · b2 білий пішак · c2 білий пішак · e1 біла тура · f1 чорна тура | e8 біла тура · f8 білий король · c7 чорна тура · e7 чорний кінь · g7 чорний пішак · g6 чорний пішак · d5 чорний пішак · g5 білий ферзь · b4 білий слон · d4 чорний король · f4 білий кінь · g4 чорний пішак · h4 чорний пішак · a3 білий кінь · e3 чорний кінь · h3 чорний ферзь · b2 білий пішак · c2 білий пішак · e1 біла тура · f1 чорна тура | e8 біла тура · f8 білий король · c7 чорна тура · e7 чорний кінь · g7 чорний пішак · g6 чорний пішак · d5 чорний пішак · g5 білий ферзь · b4 білий слон · d4 чорний король · f4 білий кінь · g4 чорний пішак · h4 чорний пішак · a3 білий кінь · e3 чорний кінь · h3 чорний ферзь · b2 білий пішак · c2 білий пішак · e1 біла тура · f1 чорна тура | e8 біла тура · f8 білий король · c7 чорна тура · e7 чорний кінь · g7 чорний пішак · g6 чорний пішак · d5 чорний пішак · g5 білий ферзь · b4 білий слон · d4 чорний король · f4 білий кінь · g4 чорний пішак · h4 чорний пішак · a3 білий кінь · e3 чорний кінь · h3 чорний ферзь · b2 білий пішак · c2 білий пішак · e1 біла тура · f1 чорна тура | e8 біла тура · f8 білий король · c7 чорна тура · e7 чорний кінь · g7 чорний пішак · g6 чорний пішак · d5 чорний пішак · g5 білий ферзь · b4 білий слон · d4 чорний король · f4 білий кінь · g4 чорний пішак · h4 чорний пішак · a3 білий кінь · e3 чорний кінь · h3 чорний ферзь · b2 білий пішак · c2 білий пішак · e1 біла тура · f1 чорна тура | e8 біла тура · f8 білий король · c7 чорна тура · e7 чорний кінь · g7 чорний пішак · g6 чорний пішак · d5 чорний пішак · g5 білий ферзь · b4 білий слон · d4 чорний король · f4 білий кінь · g4 чорний пішак · h4 чорний пішак · a3 білий кінь · e3 чорний кінь · h3 чорний ферзь · b2 білий пішак · c2 білий пішак · e1 біла тура · f1 чорна тура | e8 біла тура · f8 білий король · c7 чорна тура · e7 чорний кінь · g7 чорний пішак · g6 чорний пішак · d5 чорний пішак · g5 білий ферзь · b4 білий слон · d4 чорний король · f4 білий кінь · g4 чорний пішак · h4 чорний пішак · a3 білий кінь · e3 чорний кінь · h3 чорний ферзь · b2 білий пішак · c2 білий пішак · e1 біла тура · f1 чорна тура | 3 |
| 2 | e8 біла тура · f8 білий король · c7 чорна тура · e7 чорний кінь · g7 чорний пішак · g6 чорний пішак · d5 чорний пішак · g5 білий ферзь · b4 білий слон · d4 чорний король · f4 білий кінь · g4 чорний пішак · h4 чорний пішак · a3 білий кінь · e3 чорний кінь · h3 чорний ферзь · b2 білий пішак · c2 білий пішак · e1 біла тура · f1 чорна тура | e8 біла тура · f8 білий король · c7 чорна тура · e7 чорний кінь · g7 чорний пішак · g6 чорний пішак · d5 чорний пішак · g5 білий ферзь · b4 білий слон · d4 чорний король · f4 білий кінь · g4 чорний пішак · h4 чорний пішак · a3 білий кінь · e3 чорний кінь · h3 чорний ферзь · b2 білий пішак · c2 білий пішак · e1 біла тура · f1 чорна тура | e8 біла тура · f8 білий король · c7 чорна тура · e7 чорний кінь · g7 чорний пішак · g6 чорний пішак · d5 чорний пішак · g5 білий ферзь · b4 білий слон · d4 чорний король · f4 білий кінь · g4 чорний пішак · h4 чорний пішак · a3 білий кінь · e3 чорний кінь · h3 чорний ферзь · b2 білий пішак · c2 білий пішак · e1 біла тура · f1 чорна тура | e8 біла тура · f8 білий король · c7 чорна тура · e7 чорний кінь · g7 чорний пішак · g6 чорний пішак · d5 чорний пішак · g5 білий ферзь · b4 білий слон · d4 чорний король · f4 білий кінь · g4 чорний пішак · h4 чорний пішак · a3 білий кінь · e3 чорний кінь · h3 чорний ферзь · b2 білий пішак · c2 білий пішак · e1 біла тура · f1 чорна тура | e8 біла тура · f8 білий король · c7 чорна тура · e7 чорний кінь · g7 чорний пішак · g6 чорний пішак · d5 чорний пішак · g5 білий ферзь · b4 білий слон · d4 чорний король · f4 білий кінь · g4 чорний пішак · h4 чорний пішак · a3 білий кінь · e3 чорний кінь · h3 чорний ферзь · b2 білий пішак · c2 білий пішак · e1 біла тура · f1 чорна тура | e8 біла тура · f8 білий король · c7 чорна тура · e7 чорний кінь · g7 чорний пішак · g6 чорний пішак · d5 чорний пішак · g5 білий ферзь · b4 білий слон · d4 чорний король · f4 білий кінь · g4 чорний пішак · h4 чорний пішак · a3 білий кінь · e3 чорний кінь · h3 чорний ферзь · b2 білий пішак · c2 білий пішак · e1 біла тура · f1 чорна тура | e8 біла тура · f8 білий король · c7 чорна тура · e7 чорний кінь · g7 чорний пішак · g6 чорний пішак · d5 чорний пішак · g5 білий ферзь · b4 білий слон · d4 чорний король · f4 білий кінь · g4 чорний пішак · h4 чорний пішак · a3 білий кінь · e3 чорний кінь · h3 чорний ферзь · b2 білий пішак · c2 білий пішак · e1 біла тура · f1 чорна тура | e8 біла тура · f8 білий король · c7 чорна тура · e7 чорний кінь · g7 чорний пішак · g6 чорний пішак · d5 чорний пішак · g5 білий ферзь · b4 білий слон · d4 чорний король · f4 білий кінь · g4 чорний пішак · h4 чорний пішак · a3 білий кінь · e3 чорний кінь · h3 чорний ферзь · b2 білий пішак · c2 білий пішак · e1 біла тура · f1 чорна тура | 2 |
| 1 | e8 біла тура · f8 білий король · c7 чорна тура · e7 чорний кінь · g7 чорний пішак · g6 чорний пішак · d5 чорний пішак · g5 білий ферзь · b4 білий слон · d4 чорний король · f4 білий кінь · g4 чорний пішак · h4 чорний пішак · a3 білий кінь · e3 чорний кінь · h3 чорний ферзь · b2 білий пішак · c2 білий пішак · e1 біла тура · f1 чорна тура | e8 біла тура · f8 білий король · c7 чорна тура · e7 чорний кінь · g7 чорний пішак · g6 чорний пішак · d5 чорний пішак · g5 білий ферзь · b4 білий слон · d4 чорний король · f4 білий кінь · g4 чорний пішак · h4 чорний пішак · a3 білий кінь · e3 чорний кінь · h3 чорний ферзь · b2 білий пішак · c2 білий пішак · e1 біла тура · f1 чорна тура | e8 біла тура · f8 білий король · c7 чорна тура · e7 чорний кінь · g7 чорний пішак · g6 чорний пішак · d5 чорний пішак · g5 білий ферзь · b4 білий слон · d4 чорний король · f4 білий кінь · g4 чорний пішак · h4 чорний пішак · a3 білий кінь · e3 чорний кінь · h3 чорний ферзь · b2 білий пішак · c2 білий пішак · e1 біла тура · f1 чорна тура | e8 біла тура · f8 білий король · c7 чорна тура · e7 чорний кінь · g7 чорний пішак · g6 чорний пішак · d5 чорний пішак · g5 білий ферзь · b4 білий слон · d4 чорний король · f4 білий кінь · g4 чорний пішак · h4 чорний пішак · a3 білий кінь · e3 чорний кінь · h3 чорний ферзь · b2 білий пішак · c2 білий пішак · e1 біла тура · f1 чорна тура | e8 біла тура · f8 білий король · c7 чорна тура · e7 чорний кінь · g7 чорний пішак · g6 чорний пішак · d5 чорний пішак · g5 білий ферзь · b4 білий слон · d4 чорний король · f4 білий кінь · g4 чорний пішак · h4 чорний пішак · a3 білий кінь · e3 чорний кінь · h3 чорний ферзь · b2 білий пішак · c2 білий пішак · e1 біла тура · f1 чорна тура | e8 біла тура · f8 білий король · c7 чорна тура · e7 чорний кінь · g7 чорний пішак · g6 чорний пішак · d5 чорний пішак · g5 білий ферзь · b4 білий слон · d4 чорний король · f4 білий кінь · g4 чорний пішак · h4 чорний пішак · a3 білий кінь · e3 чорний кінь · h3 чорний ферзь · b2 білий пішак · c2 білий пішак · e1 біла тура · f1 чорна тура | e8 біла тура · f8 білий король · c7 чорна тура · e7 чорний кінь · g7 чорний пішак · g6 чорний пішак · d5 чорний пішак · g5 білий ферзь · b4 білий слон · d4 чорний король · f4 білий кінь · g4 чорний пішак · h4 чорний пішак · a3 білий кінь · e3 чорний кінь · h3 чорний ферзь · b2 білий пішак · c2 білий пішак · e1 біла тура · f1 чорна тура | e8 біла тура · f8 білий король · c7 чорна тура · e7 чорний кінь · g7 чорний пішак · g6 чорний пішак · d5 чорний пішак · g5 білий ферзь · b4 білий слон · d4 чорний король · f4 білий кінь · g4 чорний пішак · h4 чорний пішак · a3 білий кінь · e3 чорний кінь · h3 чорний ферзь · b2 білий пішак · c2 білий пішак · e1 біла тура · f1 чорна тура | 1 |
|   | a | b | c | d | e | f | g | h |   |

FEN: 4RK2/2r1n1p1/6p1/3p2Q1/1B1k1Npp/N3n2q/1PP5/4Rr2
1. Bd6! ~ 2. Qe5#
1. ... S3f5 2. Se6# (2. Se2?)
1. ... S7f5 2. Se2# (2. Se6?)
- — - — - — -
1. ... Ke4  2. Qd5#